# Cryptopimpla cristula
Cryptopimpla cristula là một loài tò vò trong họ Ichneumonidae.